# Синтаутай
Синтаутай (лит. Sintautai) — местечко Шакяйского района Мариямпольского уезда Литвы. Расположен в 9 км к югу от города Шакяй на трассе Кудиркос-Науместис — Шакяй.

## Демография
| Год                | 1970 | 1982 | 1987 | 2001 | 2011 |
| ------------------ | ---- | ---- | ---- | ---- | ---- |
| Количество жителей | 621  | 660  | 677  | 586  | 520  |

## История
Первое упоминание относится к XVI веку.

## Персоналии
- Вайчайтис, Пранас (1876—1901) — поэт.
- Дайлиде, Пранас (1888—1965) — общественный деятель, дипломат, журналист и публицист.
- Пикчилингис, Юозас (1926—1991) — учёный, языковед.
- Степонайтис, Эдмундас (1892—1908) — поэт.